# Murakami Yusuke
Yusuke Murakami (sinh ngày 27 tháng 4 năm 1984) là một cầu thủ bóng đá người Nhật Bản.

## Sự nghiệp câu lạc bộ
Yusuke Murakami đã từng chơi cho Kashiwa Reysol, Albirex Niigata, Ehime FC và V-Varen Nagasaki.